# IC 1971
IC 1971 је спирална галаксија у сазвјежђу Часовник која се налази на листи објеката дубоког неба у Индекс каталогу.
Деклинација објекта је - 52° 39' 0" а ректасцензија 3h 35m 57,5s. Привидна величина (магнитуда) објекта IC 1971 износи 15,1 а фотографска магнитуда 15,9. IC 1971 је још познат и под ознакама ESO 156-1, FAIR 388, PGC 13295.